# Begonia coriacea
Begonia coriacea là một loài thực vật có hoa trong họ Thu hải đường. Loài này được Hassk. mô tả khoa học đầu tiên năm 1844.